# Square Claude-Debussy
Ne pas confondre avec le jardin Claude-Debussy, un espace vert du 16e arrondissement de Paris, et avec la rue Claude-Debussy, une autre voie du 17e arrondissement de Paris.
Le square Claude-Debussy est une voie du 17e arrondissement de Paris.

## Situation et accès
La voie relie la rue Legendre au square Fernand-de-la-Tombelle. Elle est ouverte à la circulation (en sens unique) depuis 1959. Des jardins de 4 m de large la longent de part et d'autre.

## Origine du nom

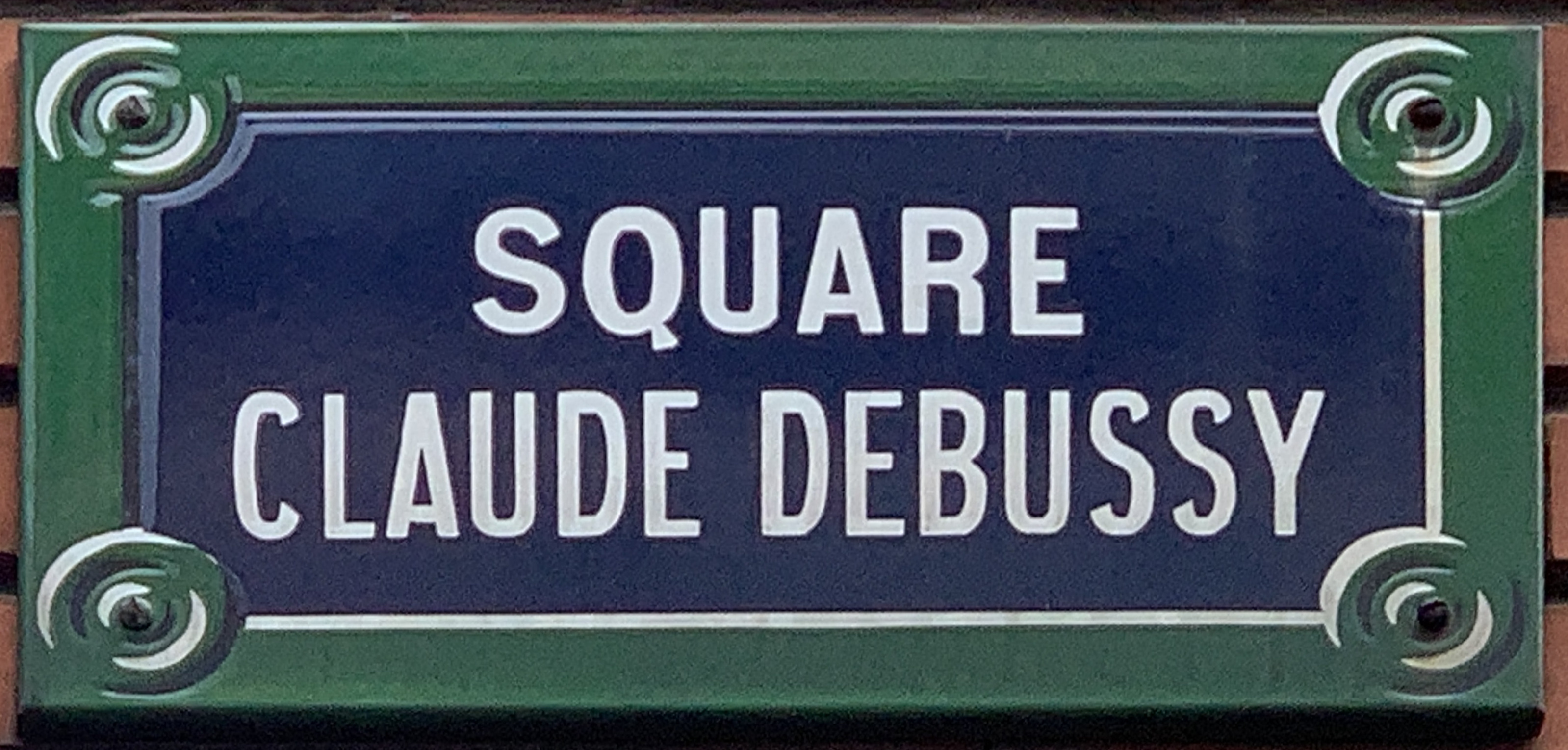
Plaque du square.

Il porte le nom du compositeur français Claude Debussy (1862-1918).

## Historique
Les travaux d'ouverture de ce square ont commencé en 1927. Il est finalement ouvert par arrêtés du 13 juillet 1929 et du 20 juillet 1932.
Il est ouvert à la circulation publique par arrêté du 23 juin 1959.